# Edmund Purdom
Edmund Anthony Cutlar Purdom (ur. 19 grudnia 1924, zm. 1 stycznia 2009) – brytyjski aktor i reżyser.

## Filmografia
- 2001: I Cavalieri che fecero l'impresa jako Ugo di Clarendon
- 1996: Il Barone jako Don Carmine
- 1992: Miś zwany Arturem (Un Orso chiamato Arturo)
- 1990: Szczelina (The Rift) jako CEO Steensland
- 1988: Ksiądz Bosko (Don Bosco) jako Rattazzi
- 1987: Funny Boy jako Samuel
- 1985: Killer Contro Killers
- 1985: Fracchia contro Dracula jako Hrabia Dracula
- 1985: Franciszkanie w ruchu oporu (The Assisi Underground) jako Kardynał
- 1984: Don't Open 'Til Christmas jako Inspektor Harris
- 1983: Champagne in paradiso
- 1983: 2019 – Dopo la caduta di New York jako Szef PANu
- 1982: Ator - Walczący Orzeł (Ator l'invincibile) jako Griba
- 1982: Horror Safari jako Rex Larson
- 1982: Szczątki (Pieces) jako Dean
- 1981: Z piekła rodem (Rosso sangue) jako ojciec
- 1981: Lo Scoiattolo
- 1980: Incubo sulla città contaminata jako Człowiek w windzie (głos)
- 1980: Sofia Loren (Sophia Loren: Her Own Story) jako De Sica
- 1979: Afera Concorde (Concorde Affaire '79) jako Danker
- 1976: I Padroni della città jako Luigi
- 1976: Kwestia czasu (A Matter of Time)
- 1975: Il Medaglione insanguinato
- 1975: Povero Cristo jako Uomo
- 1974: Un Capitán de quince años jako Admirał Marlowe
- 1974: Terror! Il castello delle donne maledette jako Perfekcyjny Ewing
- 1974: Les Suspects
- 1973: Los Ojos siniestros del doctor Orloff jako Inspektor policji
- 1973: L'Onorata famiglia jako Giovanni Lutture
- 1972: Kochanek diabła (L’Amante del demonio)
- 1971: Piracki duet (Il Corsaro nero) jako Wicekról
- 1971: Giornata nera per l'ariete jako Edouard Vermont
- 1968: Giurò... e li uccise ad uno ad uno jako Piluk
- 1966: Człowiek, który się śmieje (L’Uomo che ride) jako Cezar Borgia
- 1965: Gli Eroi di Fort Worth jako Major 'Sugar' Patterson
- 1965: Los Cuatreros
- 1964: The Beauty Jungle jako Rex Carrick
- 1964: Der Letzte Ritt nach Santa Cruz jako Rex Kelly
- 1964: Żółty Rolls-Royce (The Yellow Rolls-Royce) jako John Fane
- 1963: The Comedy Man jako Julian
- 1962: L'Ammutinamento jako dr Bradley
- 1962: La Fayette jako Silas Deane
- 1962: L'Ammunitinamento jako dr Bradley
- 1961: Nefretete, Królowa Nilu (Nefertiti, Regina del Nilo) jako Tumos, Sculptor
- 1961: L'Ultimo dei Vikinghi jako król Sveno
- 1960: La Furia dei barbari jako Toryok
- 1960: Salambò jako Narr Havas
- 1960: Moment of Danger jako Peter Carran
- 1959: Erode il grande jako Herod
- 1959: Kozacy (I Cosacchi) jako Shamil
- 1957: Agguato a Tangari jako John Milwood
- 1956: Strange Instructor jako Paul Quentin
- 1956: Strange Intruder jako Paul Quentin
- 1955: Syn marnotrawny (The Prodigal) jako Micah
- 1955: Królewski złodziej (The King’s Thief) jako Michael Dermott
- 1954: Książę student (The Student Prince) jako książę Karol
- 1954: Athena jako Adam
- 1954: Egipcjanin Sinuhe (The Egyptian) jako Sinuhe
- 1953: Titanic jako II oficer
- 1953: Juliusz Cezar (Julius Caesar) jako Strato

## Dubbing/narracja
- 2001: Titanic koniec legendy (Titanic: The Animated Movie) Jeremy McFlannel (głos)
- 1983: Końcowa rozgrywka (Endgame - Bronx lotta finale) jako ślepy lider kultu (głos)
- 1970: America così nuda, così violenta Narrator (głos)
- 1968: Scusi, lei conosce il sesso? (narrator)

## Reżyseria
- 1984: Don't Open 'Til Christmas

## Seriale
- 2001: Siódmy zwój (The Seventh Scroll)
- 1983: Wichry wojny (The Winds of War) jako Luigi Gianelli
- 1981: L'Assassino ha le ore contate
- 1968–1970: It Takes a Thief
- 1957: Sword of Freedom jako Marco del Monte
- 1951−1957: Goodyear Television Playhouse